# Teoría de la selección r/K

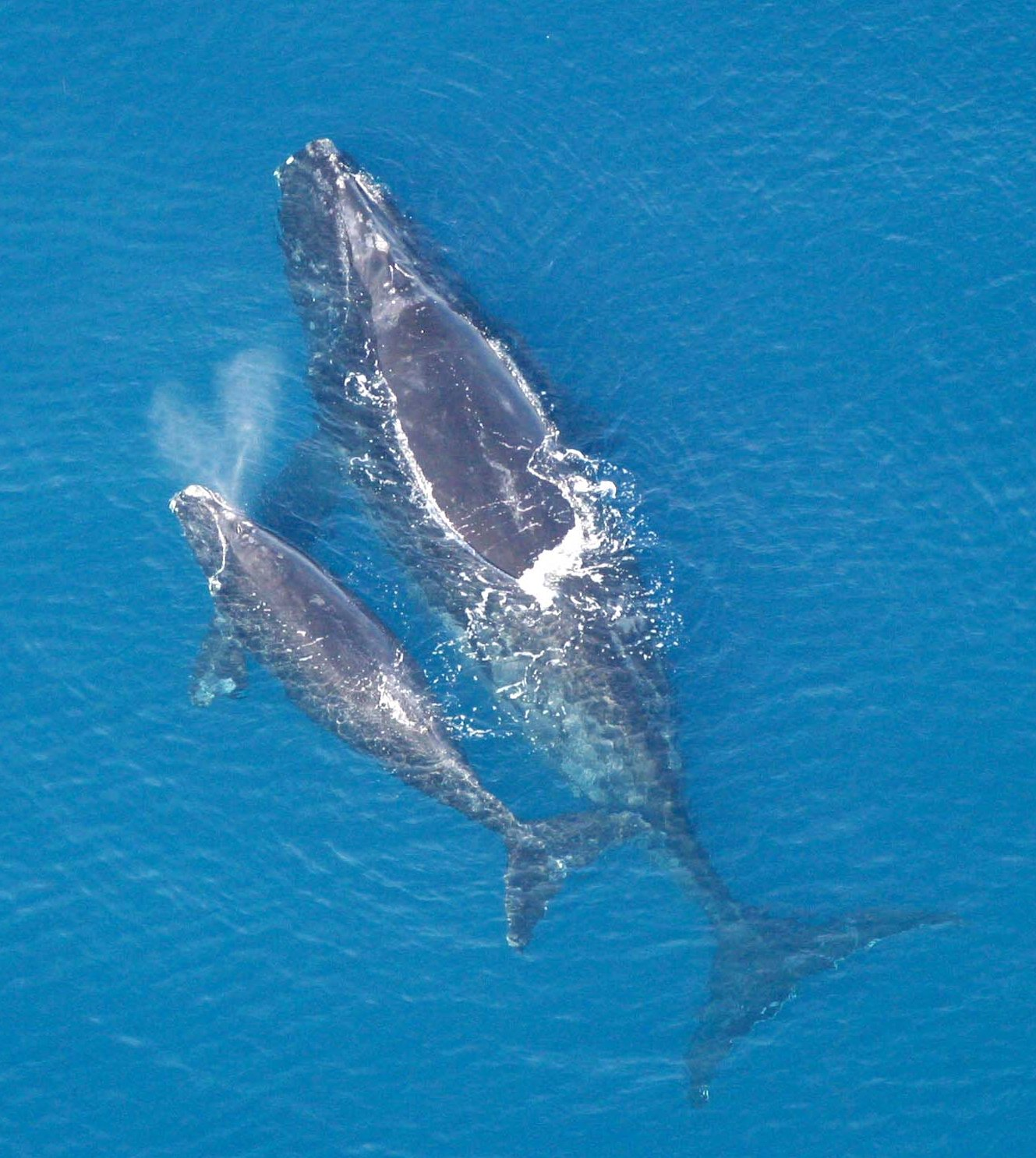
Una ballena franca glacial con un único ballenato. La reproducción de la ballena sigue una estrategia de selección K, con poca descendencia, gestación larga, un largo periodo de cuidado parental, y un periodo largo hasta la madurez sexual.

En ecología, la teoría de la selección r/K explica la forma en la que se lleva a cabo la selección de los rasgos de un organismo, responsables de producir el equilibrio entre la cantidad y la calidad de la descendencia en dicho organismo. De un organismo que favorece la cantidad de descendientes, sacrificando la inversión parental, se dice que es una estrategia de la r. Si por el contrario, el volumen de la prole es reducido y así se permite una mayor intención parental, se habla de una estrategia de la k. La medida en la que se favorece una estrategia frente a la otra puede variar ampliamente en la naturaleza.
La terminología de la selección r/k queda fue acuñada por los ecologistas Robert MacArthur y E. O. Wilson en 1970 a partir de su trabajo sobre biogeografía insular; sin embargo, el concepto de evolución de estrategias en la historia de vida de una especie tiene una historia más larga  (ver p. ej. estrategias en plantas).
La teoría fue popular en las décadas de 1970 y 1980, periodo en la que fue utilizada como dispositivo heurístico, pero perdió importancia a inicios de los años 90, al ser criticada por varios estudios empíricos. El paradigma de la historia de la vida ha reemplazado al paradigma de selección r/K, pero lo ha hecho al incorporar varios de los principales temas de la selección r/K.

## Visión general

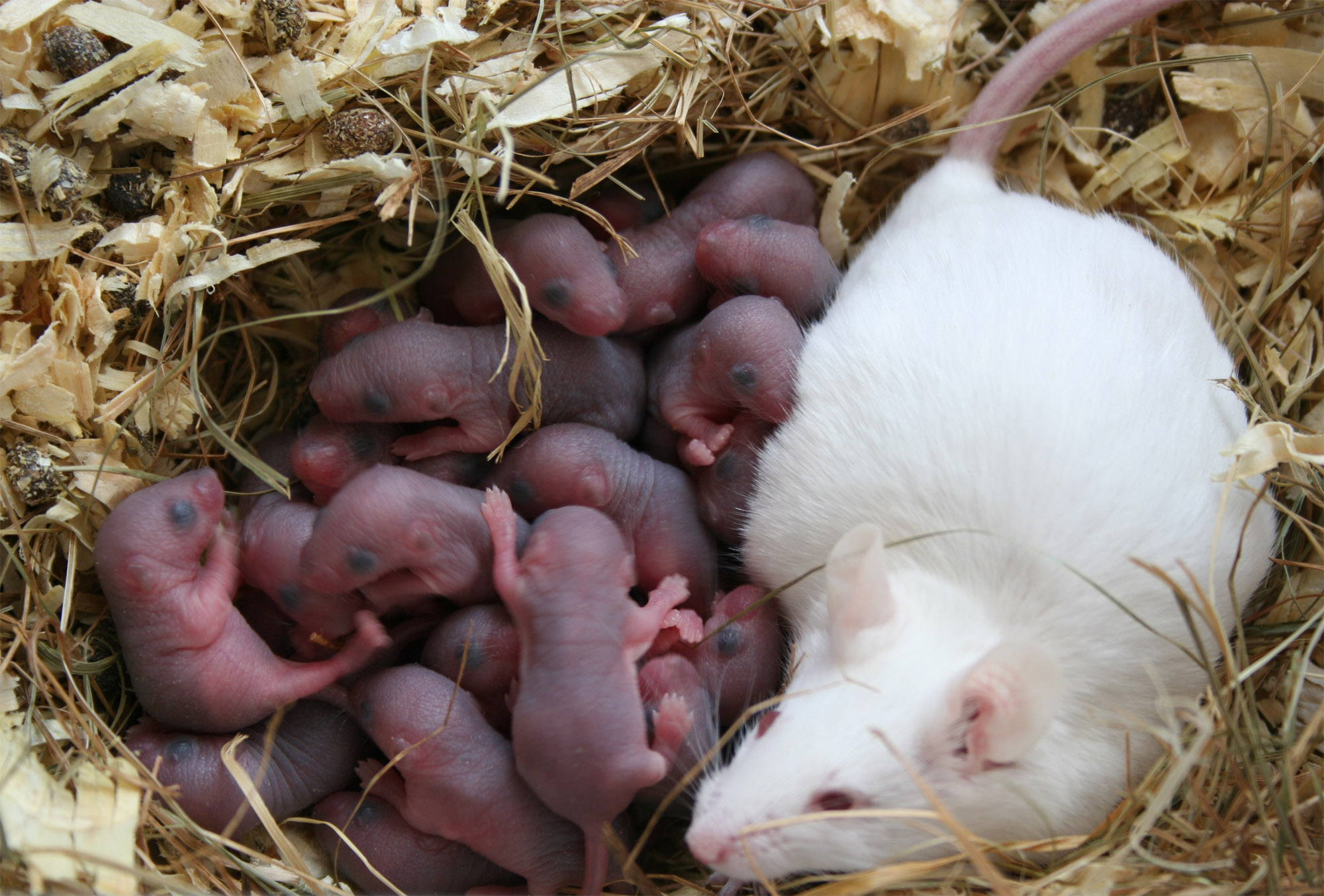
Una camada de ratones con su madre. La reproducción de los ratones sigue una estrategia-r de selección, con muchos descendientes, gestación corta, menos cuidado parental, y un tiempo corto hasta la madurez sexual.

En la teoría de la selección r/K, se ha hipotetizado que las presiones selectivas favorecen la evolución en una de dos direcciones generalizadas: selección r o K. Estos términos, r y K, se tomaron del álgebra ecológica estándar, ilustrada en el modelo Verhulst simplificado de dinámica poblacional:
{\displaystyle {\frac {dN}{dt}}=rN\left(1-{\frac {N}{K}}\right)}
Dónde N es la población, R es la máxima tasa de crecimiento, K es la capacidad de carga del entorno local, y dN/dt denota la derivada de N con respecto al tiempo t. Así, la ecuación relaciona el índice de crecimiento de la población N con la medida de la población actual, incorporando el efecto de los dos parámetros constantes R y K.
(Nótese que un decrecimiento implicaría crecimiento negativo.) La elección de la letra K provino el alemán Kapazitätsgrenze (límite de capacidad), mientras r proviene del inglés rate (tasa, índice).

### Selección R
Como el nombre implica, las especies con selección-r son aquellas que se concentran en favorecer una elevada tasa de crecimiento poblacional (rate of growth, en inglés), típicamente al explotar nichos ecológicos menos ocupados, y producir numerosos descendientes, cada uno de los cuales tiene una probabilidad relativamente baja de sobrevivir hasta la edad adulta.  Un ejemplo típico de especie con selección-r es el diente de león, género Taraxacum.
En entornos inestables o imprevisibles, la selección r predomina debido al énfasis puesto en una reproducción veloz. En estos ambientes, hay poca ventaja en las adaptaciones que permiten competir exitosamente con otros organismos, porque el entorno probablemente cambiará nuevamente y con frecuencia. Entre los rasgos que se piensa que caracterizan la selección r se encuentran la fecundidad alta, la talla reducida, la llegada temprana de la madurez, tiempo de gestación corto, y la capacidad de dispersar su descendencia ampliamente.
Los organismos cuya historia de vida está sujeta a la selección-r son a menudo llamados estrategas-r o de selección-r. Los organismos que desarrollan rasgos típicamente de selección-r pueden variar desde las bacterias y diatomeas, a insectos y hierbas, a varios cefalópodos semélparos y mamíferos pequeños, particularmente roedores.

### SelecciónK
En contraste, los organismos con selección-K exhiben rasgos asociados con la vida en una población cuyo tamaño se acerca a la capacidad de carga del ecosistema, y típicamente son competidores fuertes en nichos ocupados, que invierten más recursos en menos descendientes, cada uno de los cuales tiene una probabilidad relativamente alta de sobrevivir hasta la edad adulta (baja tasa de crecimiento r, y una población cercana a la capacidad de carga K). En la literatura científica, las especies con selección-r son ocasionalmente identificadas como "oportunistas" mientras que las especies con selección-K son descritas como "de equilibrio".
En entornos estables o previsibles, la selección K predomina cuando la capacidad para competir por recursos limitados es crucial. Las poblaciones de organismos con selección-K suelen ser constantes en número y tienen un tamaño cercano a la capacidad de carga del entorno (a diferencia de las poblaciones con selección-r, en las que el tamaño de la población puede cambiar rápidamente).
Los rasgos que se consideran como selección K incluyen una gran talla, larga expectativa de vida, y menor producción descendientes, los cuales a menudo requieren cuidado parental extensivo hasta que llegan a la madurez. Los organismos cuya historia de vida está sujeta a la selección K son a menudo llamados estrategas-K o de selección-K. Los seres vivos que desarrollan típicamente rasgos de selección-K incluyen organismos grandes como elefantes, humanos y ballenas, pero también otros más pequeños y longevos como el charrán ártico.

### Espectro continuo
A pesar de que algunos organismos son identificados principalmente como estrategas r o K, la mayoría de los organismos no siguen este patrón.  Por ejemplo, los árboles tienen rasgos como la longevidad y una competitividad fuerte que los caracteriza como estrategas-K. En cambio, en lo que concierne a su reproducción, los árboles típicamente producen miles de descendientes y los dispersan ampliamente, rasgos característicos de los estrategas-r.
De forma parecida, los reptiles tales como las tortugas de mar muestran rasgos de selección r y K: a pesar de que tortugas de mar son organismos grandes con largas expectativas de vida (asumiendo que logren llegar a la edad adulta), producen grandes números de descendientes a los que no brindan cuidados. 
La dicotomía r/K puede expresarse como un espectro continuo que utiliza el concepto económico de rendimientos futuros descontados, al hacer corresponder la selección-r con grandes descuentos, y la selección K con pequeños descuentos.

## Sucesión ecológica
En áreas de disrupción ecológica importante o esterilización (como después de que una erupción volcánica importante, como en el Krakatoa o el Monte Santa Helena), los estrategas r/K juegan funciones distintas en la sucesión ecológica que regenera el ecosistema.  Debido a sus índices reproductivos más altos y oportunismo ecológico, los colonizadores primarios típicamente son estrategas-r y son seguidos por una sucesión de fauna y flora cada vez más competitivas. La capacidad de un entorno para aumentar su contenido energético, a través de la captura fotosintética de energía solar, aumenta con el incremento en la biodiversidad compleja al proliferar las especies r que llegan a un pico poblacional posible con el uso de estrategias-K.
Eventualmente se alcanza un equilibrio nuevo (conocido a veces como comunidad clímax), con los estrategas-r, que son gradualmente reemplazados por los estrategas-K, los cuales son más competitivos y están mejor adaptados a las características micro-medioambientales del paisaje. Tradicionalmente, se consideraba que la biodiversidad alcanza su máximo al llegar a este punto, implicando que la introducción de una especie nueva resultaría en la sustitución y extinción local de una especie endémica. Sin embargo, la Hipótesis de la perturbación Intermedia postula que los niveles intermedios de alteración en un ambiente, pueden crear vacíos en diferentes niveles de la sucesión, promoviendo la coexistencia de colonizadores y competidores en la escala regional.

## Aplicación
Aunque usualmente se aplica al nivel de la especie, la teoría de selección r/K es también útil al estudiar las diferencias de la evolución ecológica y en la historia de vida entre subespecies. Por ejemplo, la abeja melífera africana, Un. m. scutellata, y la abeja italiana, Un. m. ligustica. En el otro extremo del espectro, también ha sido usada para el estudio de la ecología evolutiva de grupos enteros de organismos, como los bacteriófagos.

## Estado actual
Aunque la teoría de la selección r/K se hizo ampliamente utilizada durante la década de 1970, también fue entonces que empezó a atraer atención más crítica. En particular, una reseña del ecologista Stephen C. Stearns resaltó los vacíos en la teoría, y las ambigüedades en la interpretación de datos empíricos al momento de probar la validez del modelo.
En 1981, una revisión de la literatura concerniente a la selección r/K hecha por Parry demostró que no había ningún acuerdo entre los investigadores que utilizaban la teoría sobre la definición de la selección r/K, lo cual lo llevó a cuestionar si la suposición de una relación entre el gasto reproductivo y el número de descendientes estaba justificada. En 1982, un estudio de Templeton y Johnson, mostró que en una población de Drosophila mercatorum bajo condiciones de selección-K, la población de hecho produjo rasgos típicamente asociados con selección-r, con mayor frecuencia. Muchos otros estudios contradiciendo las predicciones de la teoría de selección r/K también fueron publicados entre 1977 y 1994.
Cuándo Stearns revisó el estado de la teoría en 1992,  notó que de 1977 a 1982 hubo una media de 42 referencias a la teoría por año en el servicio de búsqueda de literatura, BIOSIS, pero de 1984 a 1989 la media cayó a 16 por año y continuó declinando. Concluyó que la teoría r/K, había sido una vez una heurística útil que ya no servía un propósito en la teoría de la historia de vida.
Más recientemente, la teoría de la panarquía de la capacidad adaptativa y la resiliencia, promovida por C. S. Holling Y Lance Gunderson ha revivido el interés en la teoría r/K, y la usa como un medio para integrar los sistemas sociales, la economía y la ecología.
En 2002, Reznick y sus colegas revisaron la controversia concerniente a la teoría de la selección r/K y concluyeron que: 

La característica distintiva del paradigma de la selección r/K es el énfasis la selección dependiente de la densidad, como el factor crucial en la selección de las historias de vida de los organismos. Este paradigma fue desafiado a medida que se hizo claro que otros factores, como la mortalidad en edades específicas, podrían proveer un vínculo causal más mecanicista entre un entorno y una historia de vida óptima (Wilbur et al. 1974; Stearns 1976, 1977). El paradigma de la selección r/K fue reemplazado por un nuevo paradigma enfocado en la mortalidad a una edad específica (Stearns, 1976; Charlesworth, 1980).Este nuevo paradigma de la historia de vida ha madurado convirtiéndose en uno que usa modelos estructurados alrededor de la edad, incorporando muchos de los temas importantes del paradigma r/K.